# 츠바이라움보눙

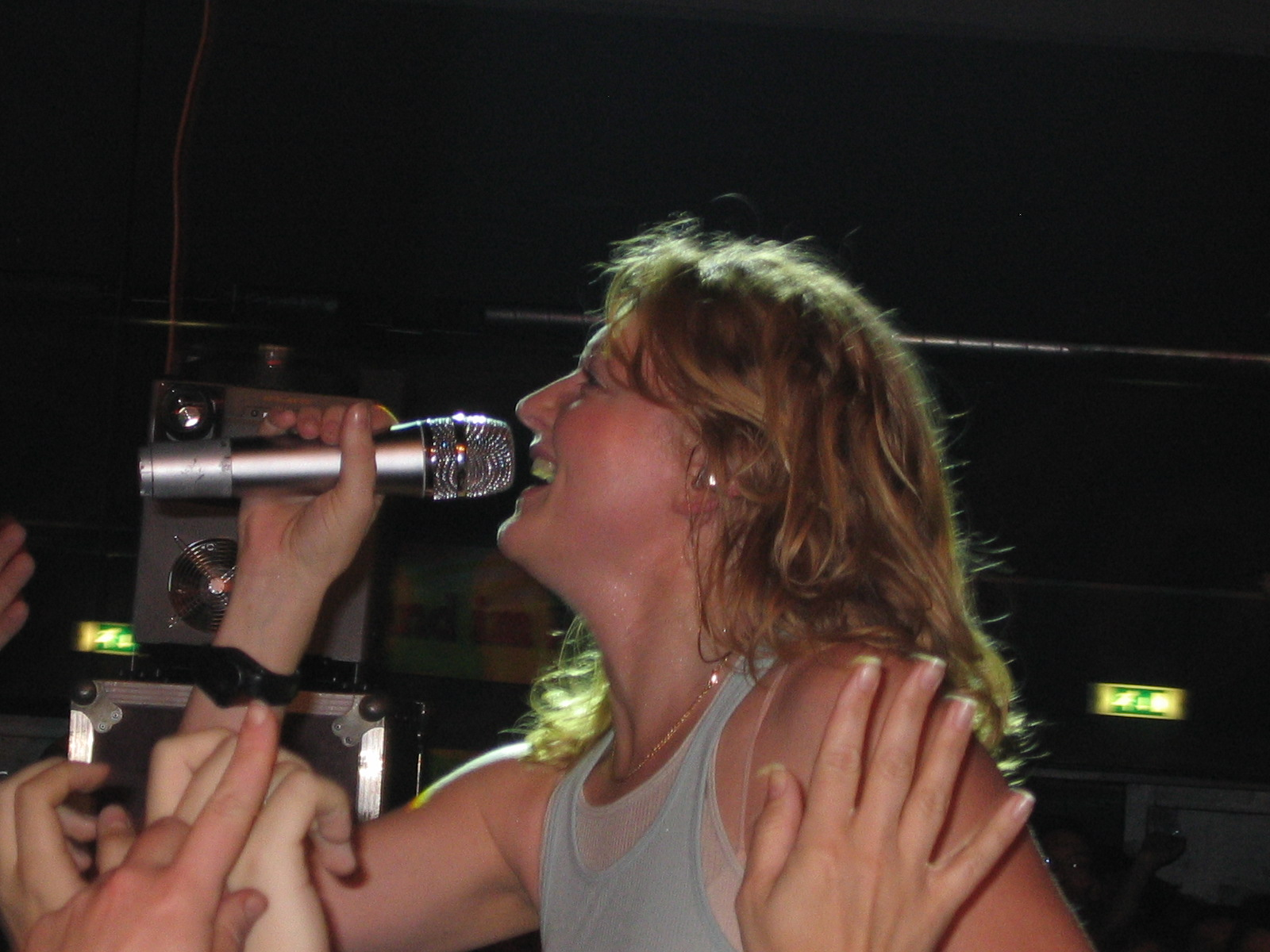
2004년 모습

츠바이라움보눙(2raumwohnung)은 독일의 2인조 밴드이다.

## 개요
2000년도에 결성했다. 구성원은 가수 Inga Humpe와 Tommi Eckhart이다. 두 명 모두 서베를린 출신이지만 밴드 이름은 '투룸 아파트'를 뜻하는 동베를린식 표현이다.

## 음반
| 2001 | Kommt zusammen                               |
| 2002 | In wirklich                                  |
| 2004 | Es wird Morgen                               |
| 2005 | Melancholisch schön (언플러그드/리믹스 앨범) |
| 2007 | 36 Grad                                      |
| 2009 | Lasso                                        |
| 2013 | Achtung fertig                               |